# Doaa el-Adl
Doaa el-Adl (sinh năm 1979) là một họa sĩ truyện tranh Ai Cập hiện đang làm việc cho báo Al-Masry Al-Youm, cô nổi tiếng với những bức vẽ mang tính châm biếm mạnh mẽ đến chủ đề chính trị, xã hội hoặc tôn giáo. Cô được coi là nữ họa sĩ truyện tranh nổi tiếng nhất Ai Cập. Công việc của cô tại Al-Masry Al-Youm đã nhận được nhiều sự chú ý và gây ra tranh cãi. Cô sống và làm việc tại Cairo.

## Học vấn
el-Adl học Mỹ thuật tại Đại học Alexandria, cô tốt nghiệp năm 2000.

## Sự nghiệp
el-Adl bắt đầu cho xuất bản các tác phẩm của cô vào năm 2007. Cô từng giữ vị trí vẽ tranh biếm hoạ tại Al-Dustour, Rose al-Yūsuf và Sabah El Kheir và đã vẽ tranh minh họa cho các tờ Qatr El Nada, Alaa-El Din và Bassem. Hiện tại cô đang công tác tại Al-Masry Al-Youm. Năm 2009, cô đã trở thành người phụ nữ đầu tiên giành được giải Tranh biếm hoạ cho Hạng mục Báo chí.
Năm 2014 El Adl được tôn vinh bởi nhà sáng lập dự án Tranh biếm họa cổ vũ hoà binh người Thụy Điển. Giải thưởng được trao bởi cựu Tổng thư ký Liên Hợp Quốc Kofi Annan, người đã phát biểu rằng giải thưởng "nhằm ghi nhận những người đã cam kết dùng tiếng nói và tài năng nghệ thuật của họ để tạo nên hoà bình, khơi dậy lòng khoan dung và những người đã dùng thứ ngôn ngữ hình ảnh khái quát nhất để mang đến, giáo dục và khơi dậy lòng nhân đạo ẩn trong mỗi con người".
Năm 2016 cô được đưa vào dự án 100 Women của đài BBC.

## Công tác
Sau cuộc Cách mạng Ai Cập 2011, các tác phẩm của cô dần chỉ trích mạnh mẽ Tổng thống Mohamed Morsi.
el-Adl đã gây tranh cãi vào tháng 12 năm 2012, khi Al-Masry Al-Youm phát hành bức biếm hoạ của cô. Trong đó, mô tả một thiên thần đang thông báo cho Adam và Eve họ vẫn có thể ở lại Vườn Eden nếu họ bầu đúng ửng cử viên. Theo el-Adl, bức tranh biếm hoạ như một lời chỉ trích với "các chính trị gia lợi dụng tôn giáo và dùng nó để đàn áp và khống chế đến dân thường", nhưng đã dẫn đến việc cô bị buộc tội báng bổ bởi một luật sư Salafi Khaled El Masry và sau đó là Thư kí chung của Trung tâm quốc gia về bảo vệ quyền tự do của tổ chức Salafist Front. Việc kiện tụng kết thúc bằng việc tuyên bố bức tranh biếm hoạ đã xúc phạm vai trò của Adam trong Hồi giáo. Một cuộc điều tra được lệnh của Tổng chưởng lý Talaat Abdallah; diễn ra sau cuộc Đảo chính Ai Cập 2013.
Cùng năm đó, cô đã bị thẩm vấn bởi công tố viên chung Talaat Abdallah vì một bức tranh biếm hoạ của cô có nội dung chỉ trích những người Hồi giáo ở Ai Cập và ảnh hưởng của họ đối với chính trị. Cô đã được nhà vẽ tranh biếm họa người Brazil Carlos Latuff đứng ra bảo vệ, khi người này đã mô tả el-Adl tự bảo vệ mình chống lại một người Hồi giáo bằng ngọn giáo chỉ là cây bút chì.
Tháng 2 năm 2013, el-Adl vẽ một bức tranh biếm hoạ chỉ trích việc cắt xén bộ phận sinh dục nữ bằng cách vẽ minh họa một người đàn ông trông giống như hạt giống đang luồn lên một cái thang và duỗi người, cầm một cái kéo, cắt một bông hoa màu đỏ giữa hai chân của một người phụ nữ. Nói chuyện với Clitoraid vào năm 2013, El Adl giải thích "Trước khi cuộc cách mạng diễn ra, tôi chỉ tình cờ vẽ về các đề tài tranh luận về phụ nữ và các vấn đề của họ, nhưng bây giờ tôi buộc phải vẽ những bức biếm hoạ về phụ nữ để bảo vệ sự tồn tại của riêng tôi, tự do cá nhân của tôi đang bị đe dọa dưới sự cai trị của tổ chức Hồi giáo Brotherhood." Tranh biếm hoạ mô tả phiên tòa Tổng thống Hosni Mubarak của cô cũng rất phổ biến.
Năm 2016, tác phẩm của cô xoay quanh các vấn đề quốc tế trong đó bao gồm cả Brexit, công kích cuộc tấn công Đại học Bacha Khan và chống lại nạn bạo hành phụ nữ.

## Giải thưởng
- 2009: Tranh biếm hoạ lĩnh vực báo chí của Công đoàn Nhà báo Ai Cập
- 2013: Giải tranh châm biếm chính trị Forte dei Marmi lần thứ 41, hạng mục tranh châm biếm quốc tế.[14]